# Валаський потік
Валаський потік (словац. Valaský potok) — річка в Словаччині, ліва притока Бистрічки, протікає в окрузі Мартін.
Довжина приблизно 5.5-6.0 км. Витік знаходиться в масиві Мала Фатра — частина Лучанська Фатра; схил гори Підкова — на висоті близько 1230 метрів. Протікає територією села Бистрічка.
Впадає в Бистрічку на висоті приблизно 440—445 метрів.